# Plaza de San Facundo
La plaza de San Facundo es un espacio público de la ciudad española de Segovia.

## Descripción
La plaza, que debe su nombre a una iglesia ya desaparecida, está encerrada entre la calle homónima, la de la Catorcena y la de San Agustín. Aparece descrita en Las calles de Segovia (1918) de Mariano Sáez y Romero con las siguientes palabras:

San Facundo (Plazuela de).—Está situada entre la plazuela del Doctor Andrés Laguna y la calle de San Agustín. Se llama así por la desaparecida iglesia de San Facundo, que existía en el centro de dicha plazuela y sitio que hoy adornan unos cuantos árboles de sombre. San Facundo era una pequeña iglesia de estilo románico, levantada por los siglos XII y XIII de nuestra era, baja de techumbre y con el ábside característico de las iglesias de la época. Hacía muchos años que dejó de prestar servicio al culto y últimamente estaba dedicada a Museo provincial de arte; pero habiendo acusado ruina, hubo de ser demolida en los primeros meses de 1895 y poco antes trasladados a otro local los objetos artísticos y arqueológicos que allí se conservaban. También fueron tiradas algunos años después unas pequeñas casas que había entre la iglesia y la plazuela de Andrés Laguna, con lo que se dió mayor ensanche a este paraje. En esta plazuela tiene su casa la benéfica institución segoviana y una de las primeras de su clase establecida en España, «Monte de Piedad y Caja de Ahorros de Segovia», con una portada de piedra, escudo, ménsulas y capiteles, y la casa que antes habitaba el prócer duque de Almenara Alta, con arabescos y artesonados en alguno de sus salones.
(Sáez y Romero, 1918, pp. 157-158)